# Eustache Restout
Eustache Restout (n. 12 noiembrie 1655, Caen, Franța – d. 1 noiembrie 1743, Juaye-Mondaye, Basse-Normandie, Franța) a fost un arhitect, gravor, pictor și canonic premonstratens obișnuit, aparținând dinastiei artistice Restout⁠(d). La moartea sa, era subprior al abației Saint-Martin de Mondaye⁠(d) - a realizat planurile pe baza cărora a fost reconstruită și a pictat mai multe tablouri pentru aceasta (acum în Catedrala din Bayeux). Printre elevii săi s-au numărat nepotul său Jean II Restout⁠(d).